# Azoudange
Azoudange (lorenès Azoudoche) és un municipi francès situat al departament del Mosel·la i a la regió del Gran Est. L'any 2007 tenia 114 habitants.

## Demografia

### Població
El 2007 la població de fet d'Azoudange era de 114 persones. Hi havia 44 famílies, de les quals 12 eren unipersonals (8 homes vivint sols i 4 dones vivint soles), 8 parelles sense fills, 16 parelles amb fills i 8 famílies monoparentals amb fills.
La població ha evolucionat segons el següent gràfic:
Habitants censats

### Habitatges
El 2007 hi havia 56 habitatges, 44 eren l'habitatge principal de la família, 6 eren segones residències i 6 estaven desocupats. 52 eren cases i 3 eren apartaments. Dels 44 habitatges principals, 39 estaven ocupats pels seus propietaris, 2 estaven llogats i ocupats pels llogaters i 3 estaven cedits a títol gratuït; 1 tenia una cambra, 1 en tenia dues, 8 en tenien tres, 11 en tenien quatre i 23 en tenien cinc o més. 37 habitatges disposaven pel capbaix d'una plaça de pàrquing. A 21 habitatges hi havia un automòbil i a 14 n'hi havia dos o més.

### Piràmide de població
La piràmide de població per edats i sexe el 2009 era:
| Homes | Edats   | Dones |
| ----- | ------- | ----- |
| 0     | 95 o +  | 0     |
| 0     | 90 a 94 | 0     |
| 0     | 85 a 89 | 0     |
| 0     | 80 a 84 | 0     |
| 4     | 75 a 79 | 0     |
| 0     | 70 a 74 | 8     |
| 0     | 65 a 69 | 0     |
| 0     | 60 a 64 | 4     |
| 4     | 55 a 59 | 0     |
| 8     | 50 a 54 | 4     |
| 8     | 45 a 49 | 12    |
| 4     | 40 a 44 | 0     |
| 0     | 35 a 39 | 0     |
| 4     | 30 a 34 | 0     |
| 4     | 25 a 29 | 0     |
| 8     | 20 a 24 | 8     |
| 4     | 15 a 19 | 12    |
| 0     | 10 a 14 | 0     |
| 0     | 5 a 9   | 0     |
| 0     | 0 a 4   | 0     |

## Economia
El 2007 la població en edat de treballar era de 71 persones, 45 eren actives i 26 eren inactives. De les 45 persones actives 44 estaven ocupades (29 homes i 15 dones) i 1 aturada (1 home). De les 26 persones inactives 8 estaven jubilades, 4 estaven estudiant i 14 estaven classificades com a «altres inactius».
Activitats econòmiques
L'únic establiment que hi havia el 2007 era d'una empresa de construcció.
L'únic servei als particulars que hi havia el 2009 era un guixaire pintor.
L'any 2000 a Azoudange hi havia 9 explotacions agrícoles que ocupaven un total de 744 hectàrees.

## Equipaments sanitaris i escolars
El 2009 hi havia una escola elemental integrada dins d'un grup escolar amb les comunes properes formant una escola dispersa.

## Poblacions més properes
El següent diagrama mostra les poblacions més properes.